# 伊琳妮·拉斯卡丽娜
伊琳妮·拉斯卡丽娜（希臘語：Εἰρήνη Λασκαρίνα, Eirēnē Laskarina；1194年至1199年—1254年）是尼西亚皇后。她的父亲是尼西亚皇帝塞奥多利一世·拉斯卡利斯，母亲是拜占庭皇帝阿历克塞三世之女安娜·科穆宁娜·安杰丽娜。她的妹妹玛丽亚·拉斯卡里娜嫁给了匈牙利国王贝拉四世。

## 生平
在1204年的君士坦丁堡之围，君士坦丁堡被十字军攻占。包括伊琳妮的家人在内的许多贵族流亡至尼西亚意图复辟拜占庭帝国；建立了尼西亚帝国。
之后，伊琳妮嫁给了安德洛尼卡·巴列奥略将军，安德洛尼卡死后，她于1212年改嫁至当时尚未即位的约翰三世。不久后，她诞下一子名为塞奥多利·拉斯卡利斯。后來，她不幸从马上掉落，导致她无法再生育。随后，她隐居在修道院，教名为尤金妮亚，并于1240年夏季驾崩，比她的丈夫早14年。